# Transport urbà de Castelló de la Plana
Castelló de la Plana té diversos mitjans de transport urbà.

## TVRCas - TRAM
El 2008 va ser inaugurat el Tram o TVRCas (Tren de via reservada de Castelló), un híbrid d'autobús i trambaix que circula per una calçada pròpia a la resta de la circulació i és nodrit per una catenària.
Per ara només hi ha una línia que uneix la Universitat Jaume I amb el Parc Ribalta, tot i que es preveu un àmpliament de línies en el futur, de caràcter metropolità.
| Línia | < Capçalera         | Capçalera >  | Freqüència de pas                                                  |
| ----- | ------------------- | ------------ | ------------------------------------------------------------------ |
|       | Universitat Jaume I | Parc Ribalta | dilluns a divendres: 5 minuts caps de setmana i festius: 15 minuts |

## Bus
La capital de la Plana posseeix 13 línies més 2 bises i una línia especial d'autobús urbà, gestionades per l'empresa ACCSA:
| Línia                          | Origen                                     | Destinació                                                                    | Horaris                                                                       | Freqüència de pas   |
| ------------------------------ | ------------------------------------------ | ----------------------------------------------------------------------------- | ----------------------------------------------------------------------------- | ------------------- |
|                                | Poliesportiu Ciutat de Castelló            | Hospital General (per C. Major)                                               | dilluns a divendres: 7:00h a 21:45h caps de setmana i festius: 7:00h a 21:30h | 15 minuts 30 minuts |
| Hospital General               | Poliesportiu Ciutat de Castelló            | dilluns a divendres: 7:15h a 22:00h caps de setmana i festius: 7:30h a 22:00h | 15 minuts 30 minuts                                                           |                     |
|                                | Poliesportiu Ciutat de Castelló            | Hospital General (per Ronda Magdalena)                                        | dilluns a dissabtes: 7:15h a 20:45h                                           | 30 minuts           |
| Hospital General               | Poliesportiu Ciutat de Castelló            | dilluns a dissabtes: 7:45h a 21:15h                                           | 30 minuts                                                                     |                     |
|                                | Grups Sant Agustí i Sant Marc              | Auditori i Palau de Congressos                                                | dilluns a divendres: 7:00h a 22:00h caps de setmana i festius: 8:30h a 20:30h | 30 minuts 60 minuts |
| Auditori i Palau de Congressos | Grups Sant Agustí i Sant Marc              | dilluns a divendres: 7:00h a 22:00h caps de setmana i festius: 9:00h a 21:00h | 30 minuts 60 minuts                                                           |                     |
|                                | Grup Sant Llorenç                          | Grup Grapa (per Plaça del Dr. Marañón)                                        | dilluns a dissabte: 7:00h a 22:00h diumenge i festius: 8:00h a 22:00h         | 30 minuts 60 minuts |
| Grup Grapa                     | Grup Sant Llorenç                          | dilluns a dissabte: 7:00h a 22:00h diumenge i festius: 9:00h a 21:00h         | 30 minuts 60 minuts                                                           |                     |
|                                | Grup Sant Llorenç                          | Grup Grapa (per C. de M. Ripollés)                                            | dilluns a dissabte: 7:15h a 21:45h                                            | 30 minuts           |
| Grup Grapa                     | Grup Sant Llorenç                          | dilluns a dissabte: 7:45h a 22:15h                                            | 30 minuts                                                                     |                     |
|                                | Parc Ribalta                               | Basílica del Lledó                                                            | caps de setmana i festiuss: 10:45h i 16:45h                                   | únic                |
| Basílica del Lledó             | Parc Ribalta                               | caps de setmana i festius: 12:00h a 18:00h                                    | únic                                                                          |                     |
|                                | Parc Ribalta                               | Barri Benadressa                                                              | dilluns a divendres: 7:00h a 22:00h caps de setmana i festius: 7:00h a 21:30h | 15 minuts 30 minuts |
| Barri Benadressa               | Parc Ribalta                               | dilluns a divendres: 7:00h a 22:00h caps de setmana i festius: 7:30h a 22:00h | 15 minuts 30 minuts                                                           |                     |
|                                |                                            |                                                                               |                                                                               |                     |
|                                |                                            |                                                                               |                                                                               |                     |
|                                | Estació de Ferrocarril-Bus (ruta circular) | Estació de Ferrocarril-Bus (ruta circular)                                    | dilluns a divendres: 6:30h a 22:40h caps de setmana i festius: 7:00h a 22:40h | 10 minuts 30 minuts |
|                                | Quarter Tetuán 14                          | Grup Sant Llorenç                                                             | dilluns a divendres: 7:10h a 21:40h dissabtes: 7:00h a 21:00h                 | 30 minuts 60 minuts |
| Grup Sant Llorenç              | Quarter Tetuán 14                          | dilluns a divendres: 7:00h a 22:00h dissabtes: 7:30h a 22:30h                 | 30 minuts 60 minuts                                                           |                     |
|                                | Polig. Rafalafena                          | Universitat Jaume I                                                           | dilluns a divendres: 7:00h a 21:30h caps de setmana i festius: 7:30h a 20:30h | 30 minuts 60 minuts |
| Universitat Jaume I            | Polig. Rafalafena                          | dilluns a divendres: 7:30h a 22:00h caps de setmana i festius: 8:00h a 21:00h | 30 minuts 60 minuts                                                           |                     |
|                                | Av del Riu Nalón                           | Universitat Jaume I                                                           | dilluns a divendres: 7:30h a 22:00h caps de setmana i festius: 8:00h a 21:00h | 30 minuts 60 minuts |
| Universitat Jaume I            | Av del Riu Nalón                           | dilluns a divendres: 8:30h a 22:30h caps de setmana i festius: 8:30h a 20:30h | 30 minuts 60 minuts                                                           |                     |
|                                | Parc Ribalta                               | Nou Cementiri                                                                 | dimarts: 10:00h, 11:00h, 16:00h i 17:00h dissabtes: 10:00h i 11:00h           | únic                |
| Nou Cementiri                  | Parc Ribalta                               | dimarts: 10:30h, 11:30h, 16:30h i 17:30h dissabtes: 10:30h i 11:30h           | únic                                                                          |                     |
| 16                             | Hospital General                           | Centre Comercial Salera                                                       | dilluns a dissabte: 7:30h a 22:30h diumenges i festius: 8:00h a 22:00h        | 30 minuts 60 minuts |
| 16                             | Centre Comercial Salera                    | Hospital General                                                              | dilluns a dissabte: 7:30h a 22:30h diumenges i festius: 8:00h a 22:00h        | 30 minuts 60 minuts |

## Bus Ecològic
A principis de 2007 es va posar en funcionament la primera línia d'autobús ecològic amb vehicle elèctric. És més menut que la resta de busos i recorre els carrers de vianants del centre de la ciutat.
| Línia | Origen                          | Destinació                      | Horaris                                                                                        | Freq. de pas |
| ----- | ------------------------------- | ------------------------------- | ---------------------------------------------------------------------------------------------- | ------------ |
|       | Av de Barcelona (ruta circular) | Av de Barcelona (ruta circular) | dilluns a divendres (matins): 10:00h a 13:30h dilluns a divendres (vesprades): 17:00h a 20:30h | 30 minuts    |

## Bicicas
El Bicicas és un servei gratuït de lloguer de bicicletes, posat a disposació de l'Ajuntament de la ciutat, per tal de promoure el transport no contaminant i descongestionar el trànsit rodat. Hi ha 12 punts de recollida de bicicletes: 
- Hospital General
- Plaça d'en Teodoro Izquierdo
- Plaça del Primer Molí
- Patronat d'Esports
- Tinença d'Alcaldia del Grau de Castelló
- Plaça del Jutge Borrull
- Plaça del Dr. Marañón
- Plaça de la Llibertat
- Plaça de la Pescaderia
- Estació de Ferrocarril-Bus
- Universitat Jaume I
- Escola Oficial d'Idiomes